# بیس (صدا)

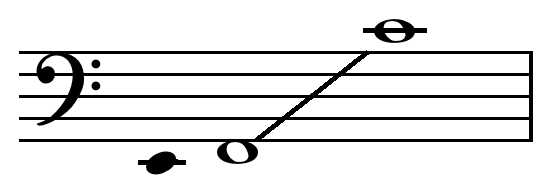
محدودهٔ صدای بیس.

بیس (انگلیسی: Bass) نواکی را توصیف می‌کند (که «عمیق» نیز خوانده می‌شود) که بسامد، نواک و محدوده صوتی آن از ۱۶-۲۵۶ هرتز (نت «دو»ی اکتاو صفر تا اکتاو چهار) است. در ساخت موسیقی، چنین ترانه و قطعاتی پایین‌ترین قسمت هارمونی هستند. در گروه کر بدون همراهی ساز، بیس توسط خواننده‌های بیس بالغ مذکر فراهم می‌شود.